# Espelkamp
Espelkamp – miasto w Niemczech, w kraju związkowym Nadrenia Północna-Westfalia, w rejencji Detmold, w powiecie Minden-Lübbecke. W 2010 liczyło 25 236 mieszkańców.

## Współpraca
Miejscowości partnerskie:
- Angermünde, Brandenburgia
- Borås, Szwecja
- Nagykőrös, Węgry
- Torgelow, Meklemburgia-Pomorze Przednie